# جيمي كولينز (لاعب كرة قدم بريطاني)
جيمي كولينز (بالإنجليزية: Jamie Collins)‏ (28 مايو 1978 بليفربول في المملكة المتحدة - ) هو لاعب كرة قدم بريطاني في مركز الوسط. لعب مع نادي كرو ألكساندرا وHalesowen Town F.C. ‏ ونورثويتش فيكتوريا ونادي كيدرمينستر هاريرز لكرة القدم.

## وصلات خارجية
- جيمي كولينز على موقع قاعدة بيانات كرة القدم.إي يو (الإنجليزية)
- جيمي كولينز على موقع Soccerbase.com (لاعب) (الإنجليزية)